# Mensa Bonsu
Pour les articles homonymes, voir Bonsu.
Mensa Bonsu ou Mensa Bonsu Kumaa (v. 1840 – v. 1896) est le dixième Asantehene de l’Empire ashanti, de 1874 jusqu’à son abdication le 8 mars 1883.

## Biographie
Mensa Bonsu est le fils de l'Asantehemaa Afua Kobi. Il devient Asantehene (roi des Ashantis) après la destitution de son frère Kofi Karikari en octobre 1874. 
Au sein du Conseil de Kumasi, les partisans de la paix sont particulièrement favorable à sa candidature et désavouent la politique militariste de Karikari dont ils attribuent la responsabilité du sac de Kumasi par les Britanniques. Cependant, tout comme son frère, il n'appartient pas aux maisons dynastiques d'Osei Tutu Ier et d'Opoku Ware Ier.
Mensa Bonsu a essayé de restaurer les fastes de Kumasi après sa destruction pendant la guerre anglo-ashanti de 1873-4. Il parvient à rétablir un modus vivendi avec les Britanniques et à restaurer les finances de l'Empire.
Cependant il n'est pas populaire auprès de ses contemporains : "Toujours à court de revenus, et personnellement avare (pour les femmes comme pour l’or), le roi Mensa Bonsu a commis des exactions punitives à des niveaux nouveaux et insupportables". Il est perçu comme dominé par les chefs de Kumasi qui veulent laver l'humiliation de 1874 et faire revenir les États sécessionnistes au sein de l'Empire. Cependant, Mensa Bonsu refuse d'entrer en guerre, bien conscient de la faiblesse de la nation ashanti à cet instant. En 1881, Mensa Bonsu envoya une hache d’or à la reine Victoria en signe de bonne volonté. 
En 1877, son frère Karikari tente sans succès de reprendre le pouvoir par la force. Cette offense grave étant généralement punie par une exécution, Mensa Bonsu accepte de lui pardonner. Dans les années 1880, un nouveau culte nait également avec à sa tête un homme qui se prétend la réincarnation d'Okomfo Anokye. Ce culte soutient la restauration de Karikari et un de ses membres tente d'assassine Mensa Bonsu.
Face à cela, son comportement devient plus agressif et il se livre à des extorsions. Il tente, en 1882, de se débarrasser de tous ses opposants politiques et met en pratique un « règne de terreur » poussant les chefs à la rébellion. Ces derniers obtiennent le soutien des Britanniques. En 1883, sa sœur Yaa Akyaa le chasse de Kumasi. Il fuit dès lors dans un village à cinq heures de Kumasi, convaincu de ne pas pouvoir remporter cette victoire et son frère Karikari tente de reprendre le pouvoir vacant avec le soutien de nombreux chefs. Ces derniers se réunissent à Breman et nomment Karikari Asantehene tandis qu'à Kumasi, un autre Asantehene est élu : Kwaku Dua II.
Les cinq années qui suivirent furent marquées par la guerre civile. L'Asantehene Mensa Bonsu est mort en captivité aux mains des Britanniques en 1896 et Kwaku Dua II lui succède sur le trône du royaume ashanti. En 1911, le cadavre de Mensa Bonsu fut exhumé pour l’enterrement cérémoniel à Kumasi, la capitale des Ashantis.